# Фернан Магеллан

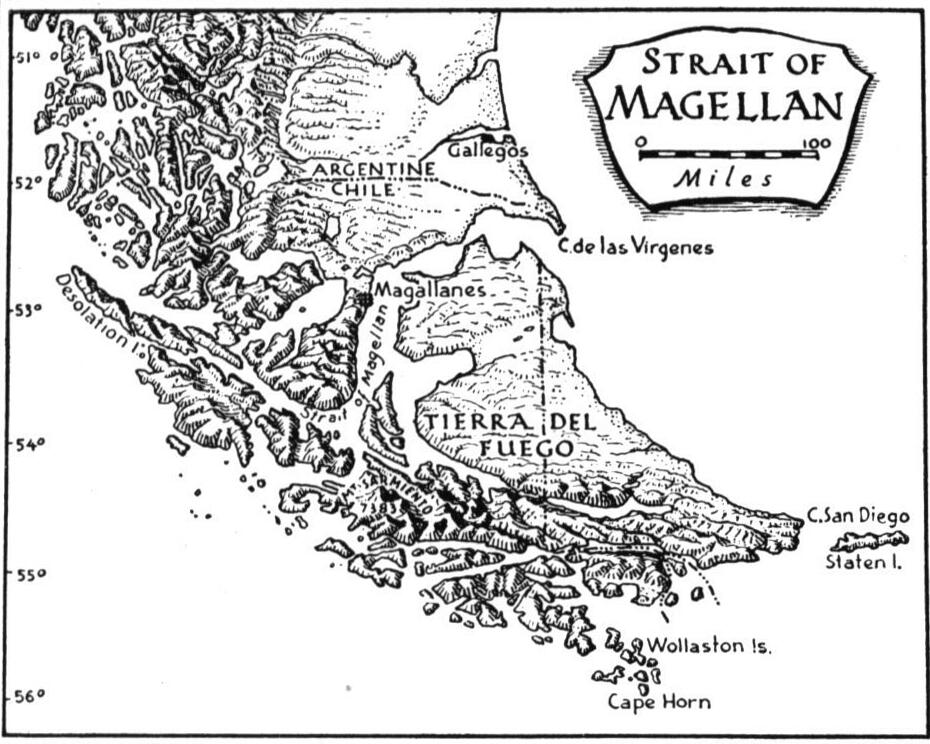
Магелланова протока на старовинній мапі

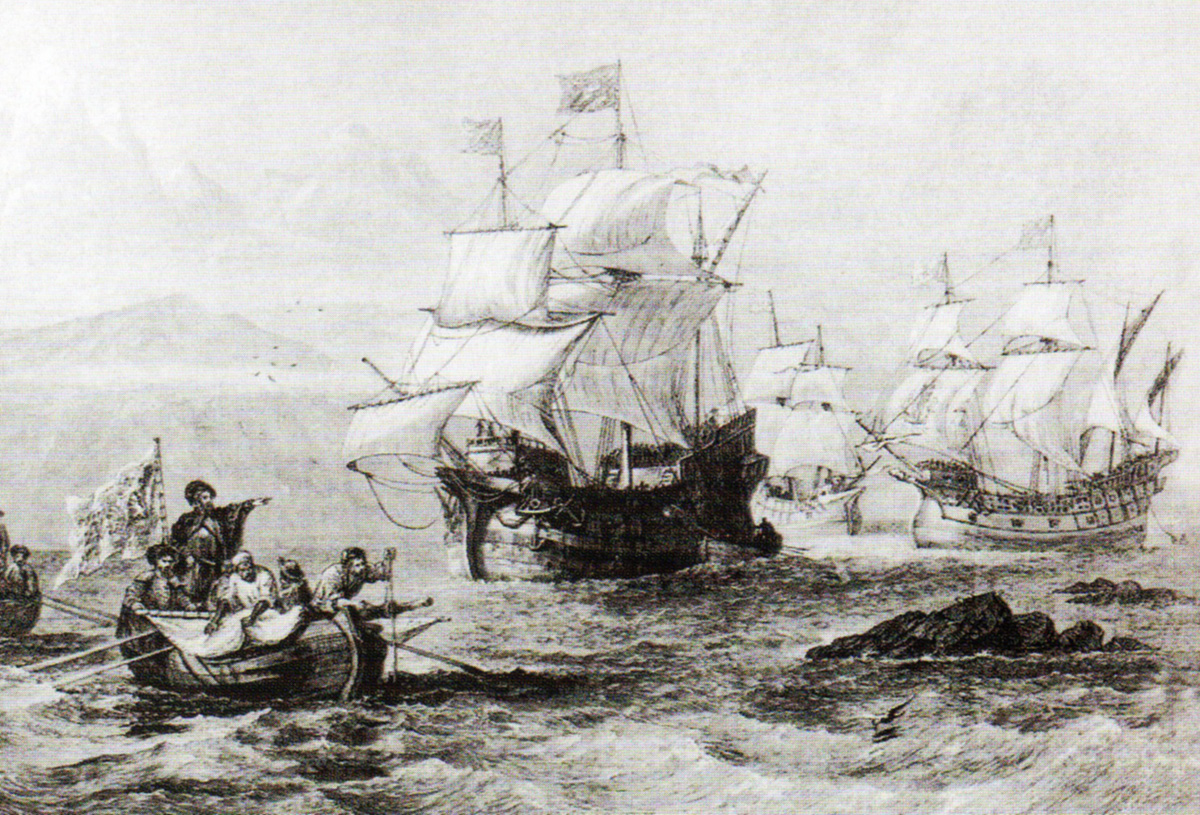
Магеллан у протоці, яку згодом назвали його ім'ям

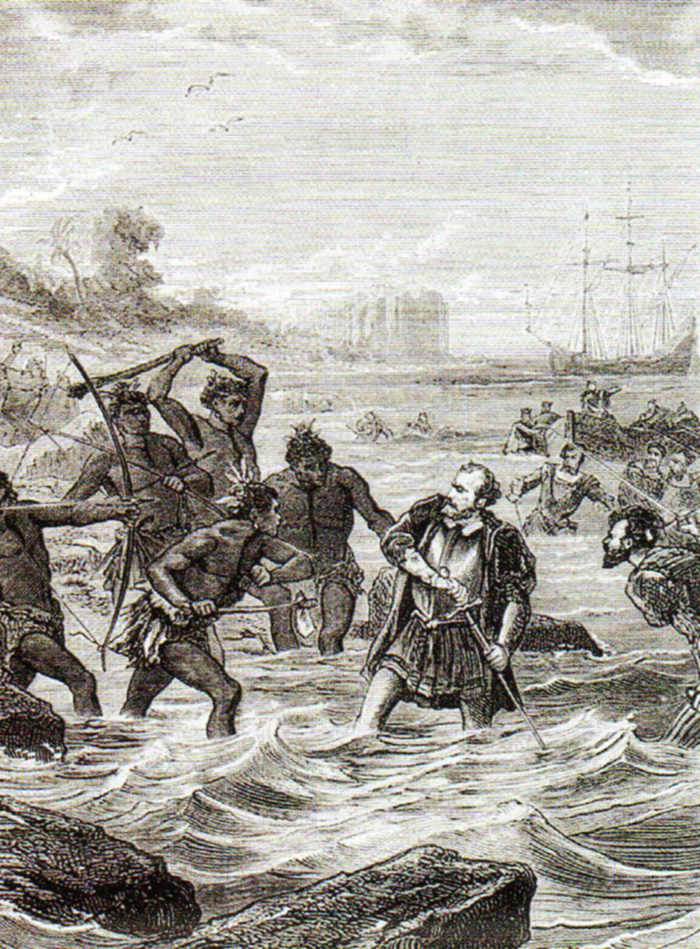
Загибель Магеллана на острові Мактан

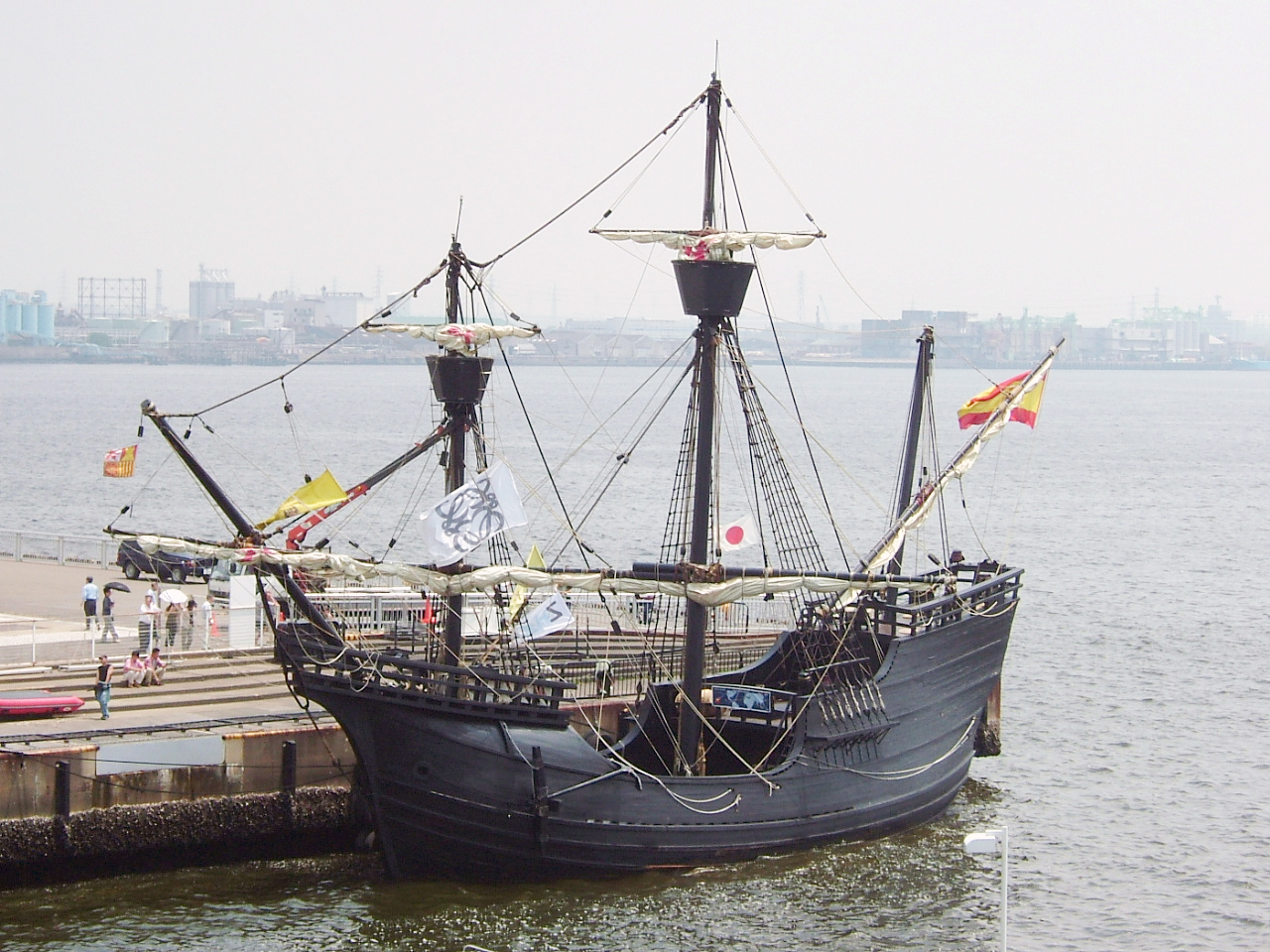
Сучасна реконструкція судна «Вікторія»

Ферна́н (Ферна́ндо) Магелла́н (порт. Fernão de Magalhães, ісп. Fernando (Hernando) de Magallanes; 1480 — 27 квітня 1521) — португальський мореплавець на іспанській службі. Керував першою успішною навколосвітньою експедицією, під час якої сам Магеллан загинув. Дав назву західному океанові «Тихий океан». Його вважають національним героєм Іспанії.

## Біографія

### Молоді роки
Магеллан народився на гірській фермі в місцевості Саброза (Sabrosa), в сучасному окрузі Віла-Реал, розташованому в Північно-Східному регіоні Португалії, в історичній провінції Траз-уж-Монтіш. Його батьком був Педру Руї де Магальйош (Pedro Rui de Magalhães), мер міста, матір — Альда де Мескіта (Alda de Mesquita). Магеллан мав брата Дієго де Соуза і сестру Ізабель.
Батьки Магеллана померли, коли йому було 10 років. У віці 12 років Магеллан став пажем короля Жуана II і королеви Елеонори при королівському дворі в Лісабоні, куди його брат потрапив на два роки раніше. Тут, зі своїм двоюрідним братом Франсішку Серраном, Магеллан продовжив освіту, цікавився географією та історією.
У віці 25 років Фернан Магеллан вперше вийшов у море. У 1505 році був у поході до Індії, який мав за мету привести там до влади Франсішку де Алмейда як португальського віце-короля і закласти по дорозі військові та військово-морські бази. Саме у цьому поході отримав бойове хрещення: коли один з місцевих царів відмовився платити данину, підрозділи Алмейди завоювали мусульманське місто Кілва-Кісівані, на території теперішньої Танзанії. У 1509 році він брав участь у битві при Діу, а потім ходив під керівництвом Діогу Лопіша ді Секейра в першій португальській експедиції до Малакки, з Франсішку Серраном, його другом і, можливо, двоюрідним братом.
У 1513 році Магеллана послали до Марокко, де 28 серпня він взяв участь у битві при Аземмурі, під час якої отримав тяжке поранення в коліно. Йому надали чин інтенданта, але Магелланові не пощастило: його звинуватили в незаконній торгівлі з маврами-мусульманами. Він також мав конфлікт з Алмейдою, бо відлучився зі служби без дозволу командування, і Алмейда подав рапорт на нього до португальського двору з негативною характеристикою, через що Магеллан потрапив у немилість короля Мануела I і той відмовив йому в підвищенні платні.
Король повідомив, що Магеллан з 15 травня 1514 року більше не перебуватиме на королівській службі. Повернувшись до Португалії в 1516 році, Магеллан разом з Руєм Фалейру розробили план плавання до Молуккських островів західним шляхом.
Основою плану Магеллана, можливо, став звіт експедиції Жуана Лісбона 1514 року, який стверджував, що відкрив протоку на 40-му градусі південної широти. Магеллан знайшов карту, створену на основі попередніх подорожей, на якій була зображена велика затока у дельті річки Ла-Плата у Південній Америці, через яку він задумав перетнути континент для виходу у Південні моря. Він вирішив першим пройти цей маршрут для досягнення Молуккських островів — ключової точки для стратегічно важливої і надзвичайно прибуткової торгівлі прянощами. Король Португалії Мануел І грубо відкинув цей план, не бажаючи допомагати іспанцям.
Важко сказати, чи знали іспанці про плавання Жуана де Лісбона та Ештевана де Фройша, але точно відомо, що король Фернандо II у 1514 році отримав інформацію про відкриття Південного моря і вирішив скерувати на пошуки південної протоки навколо Америки флотилію з трьох кораблів. Очолити її було доручено Хуану Діасу де Солісу, який був з 1512 року, після Амеріго Веспуччі, головним навігатором Кастилії.
Соліс відплив не раніше 8 жовтня 1515 року. Рухаючись на південний захід вздовж бразильського берега, близько 35 градусів південної широти, він досяг нового «Прісного моря». Потім обігнув невеликий виступ (Монтевідео) і пройшов на захід близько 200 км, ймовірно будучи переконаним, що знайшов прохід до Східного океану. Насправді ж він відкрив гирла двох великих річок — Парани і Уругваю. Соліс висадився на берег у середині лютого 1516 року і його там убили індіанці. Два судна його флотилії у вересні того ж року повернулися до Іспанії. Пізніше Магеллан назвав спільне гирло двох річок Ріо-де-Соліс (з середини XVI ст. — Ла-Плата).

## Плани морської подорожі навколо світу
У 1516 році, Фернандо Магеллан та декілька інших португальських мореплавців і картографів, що конфліктували з португальським королем Мануелем I, зібрались у Севільї, щоб запропонувати свої послуги нещодавно коронованому іспанському королеві Карлу І Габсбургу. Серед них були дослідники та картографи Діогу Рібейру, Діогу та Дуарте Барбоза, Ештеван Гоміш, Жуан Серран та Хорхе Рейнель, космографи Франсішку та Руй Фалейру, фламандський купець Крістофер де Гаро.
Магеллан дістався до Севільї 20 жовтня 1517 року, а звідти вирушив до Вальядоліду з метою зустрітись з молодим королем Карлом I (у майбутньому іменованим Карлом V Габсбургом — останною людиною, яку будь-коли було формально проголошено імператором Священної Римської імперії).
За допомогою Хуана де Аранди, одного з трьох головних посадовців Ради у справах Індії у Севільї, та інших друзів, особливо португальця Діогу Барбоси, що незабаром став його зятем, Магеллан натуралізувався як іспанець. Отримавши значний вплив у Севільї, завоював довіру у короля Карла і впливового Хуана Родрігеса де Фонсека (ісп. Juan Rodriguez de Fonseca), єпископа Бургоса, колишнього ворога Христофора Колумба.
У 1517 році Магеллан за згодою короля офіційно відмовився від громадянства і виїхав з Португалії, щоб запропонувати свої послуги королівському двору Іспанії, змінив своє ім'я порт. Fernão de Magalhães на ісп. Fernando de Magallanes.
Реалізувати план допоміг йому Руй Фалейру, астроном і також виходець з Португалії. 22 березня 1518 року севільська Каса-де-Контратасьйон та король Карл підтримали проект Магеллана і виділили йому значні кошти. Магеллан дав присягу в церкві ісп. Santa María de la Victoria de Triana і дав гроші місцевим ченцям, щоб молилися за його успіх.
У березні 1518 року між королем Карлом V та Магелланом і Фалейру було підписано угоду. За нею обоє отримували титул «аделантадо» (намісники) на всіх відкритих землях та островах, а також право на двадцяту частину прибутків. Державна скарбниця зобов'язувалася спорядити 5 каравел та запаси харчів на 2 роки. Щоб не дратувати португальців, метою експедиції було оголошено пошук протоки до Південного моря. Але Лісабон пильно стежив за діями іспанців, і португальські шпигуни робили свою справу. Магеллана було оголошено зрадником. Було проведено ряд диверсій і замахів. Компаньйони отримали листа від Мануеля І з обіцянками монарших милостей в обмін на відмову «служити піднесенню морської могутності Кастилії», але Магеллан залишився непохитним.
Для того, щоб реалізувати проект, взяв на себе зобов'язання пливти на південь у пошуках проходу аж до 75-ї паралелі.
На гроші, отримані від короля, Магеллан і Фалейру придбали п'ять суден, «Тринідад» (тоннажем 110 тонн, екіпаж 55 чоловік), «Сан-Антоніо» (тоннажем 120 тонн, екіпаж 60), «Консепсьйон» (тоннажем 90 тонн, екіпаж 45), «Вікторія» (тоннажем 85 тонн, екіпаж 42) і «Сантьяго» (тоннажем 75 тонн, екіпаж 32). «Тринідад» був флагманським кораблем Магеллана, іншими капітанами були Хуан де Картегена, Ештеван Гоміш, Гаспар де Кесада і Луїс де Мендоса. Незадовго до експедиції було вирішено, що Фалейру не буде приймати в ній участь і Магеллан залишився єдиним керівником.

## Експедиція
10 серпня 1519 року флот з п'яти кораблів під командою Магеллана покинув Севілью і вирушив річкою Гвадалквівір до міста Санлукар-де-Баррамеда (ісп. Sanlúcar de Barrameda), де він перебував ще протягом п'яти тижнів. Іспанська влада не довіряла португальському адміралу і подорож замало не була скасована, але 20 вересня 1519 Магеллан нарешті вирушив у плавання із 270-ма членами екіпажу, щоб досягти Молукських островів західним шляхом.
Дізнавшись про відплиття Магеллана, португальський король Мануель I надіслав військово-морський загін для його переслідування, але Магеллан вислизнув від переслідування португальців. Після короткої зупинки на Канарських островах зробив перехід до архіпелагу Кабо-Верде, звідки взяв курс на мис Святого Августина у Південній Америці. 20 листопада експедиція перетнула екватор, а 6 грудня екіпаж побачив береги Бразилії.
Бразилія на той час була португальською територією. Магеллан взяв на себе відповідальність і 13 грудня став на якір поблизу сучасного Ріо-де-Жанейро, де стояла гарна погода і тубільці були дружньо налаштовані. Флот поповнив запаси, але через несприятливі стосунки це було зроблено із запізненням. Далі вони рухались вздовж узбережжя Південної Америки із зупинкою 10 січня 1520 року в гирлі Ріо-де-ла-Плата. Під час тривалих пошуків біля берегів Аргентини проходу до моря на інший бік континенту несподівано для експедиції настала зима.
Магеллан вирішив перезимувати в Патагонії. 31 березня екіпаж заклав поселення, яке вони назвали Пуерто-Сан-Хуліан (Порт Святого Юліана). Тоді стався бунт, в якому взяли участь три з п'яти капітанів кораблів. Бунт виявився невдалим, оскільки більша частина екіпажів залишались вірними Магеллану. Кесада і Мендоса були страчені, а Картагена і капелан експедиції були висаджені на берег.
24 серпня продовжили плавання, і судно «Сантьяго» було відправлене до берега у розвідку, але на зворотному шляху воно розбилося і потонуло. Тільки два матроси повернулися суходолом, щоб повідомити Магеллана, що сталося. На 52 градусі південної широти 21 жовтня 1520 року флот досяг мису Вірхенес (ісп. Cape de las Virgenes), і мореплавці зробили висновок, що тут є протока, оскільки вода була солоною і глибокою. Чотири кораблі почали повільний рух небезпечним проходом довжиною 372 км, який Магеллан назвав Протокою Усіх Святих (ісп. Estreito de Todos los Santos), бо флот зайшов у неї на День Усіх Святих, 1 листопада. Згодом цю протоку стали називати Магеллановою протокою. Вона сполучає Атлантичний і Тихий океани, перетинаючи південну частину Південної Америки.
Магеллан наказав суднам «Сан-Антоніо» і «Консепсьйон» спочатку вивчити протоку. Перехід по протоці з незнайомим фарватером був дуже важким, крім того, «Сан-Антоніо» під командуванням Ештевана Гоміша, що йшов першим, вийшовши з протоки, повернув на південь та, обігнувши південний край Америки, самовільно повернувся до Іспанії. 28 листопада три кораблі, що залишилися, вийшли у південну частину Тихого океану. Магеллан став першим європейцем, що проплив з Атлантичного океану в Тихий. Магеллан назвав ці води океану Спокійним морем (ісп. Mar Pacifico) через їхню спокійну поведінку протягом першого етапу подорожі.

## Загибель Магеллана
Докладніше: Битва біля Мактану
Рухаючись у північному напрямку, 13 лютого 1521 року експедиція перетнула екватор. 6 березня вона відкрила острови Гуам і Рота в архіпелазі Маріанських островів, а 16 березня досягла острова Гомонгон в архіпелазі Філіппінських островів. До цього моменту залишалось всього 100 учасників експедиції.
Магеллан мав змогу спілкуватися з місцевими жителями, бо мав малайського перекладача, який розумів їхню мову. 7 квітня моряки дістались до острова Себу. Магеллан організував там постій, прагнучи навернути місцеве населення до християнської віри. Незабаром, можливо занадто покладаючись на силу володіння вогнепальною зброєю, він взяв участь у конфлікті між місцевими правителями. 27 квітня 1521 під час одного з боїв на острові Мактан, жителі якого відмовились платити данину іспанській короні, Магеллана убили разом з частиною його товаришів.
Раджа острова Себу, що уже склав присягу на вірність королю Іспанії, скористався з того і заманив іспанців на урочистий обід, де влаштував різню та убив декілька десятків мореплавців. Кораблям довелось терміново відплисти. Брак досвідченого керівника дався взнаки. Вже поблизу мети подорожі флотилія витратила декілька місяців, щоб досягти Молуккських островів.

## Розділення експедиції. Повернення

Карта подорожі Магеллана та її завершення через 16 місяців після смерті Магеллана судном «Вікторія», одним із п'яти суден, що розпочали мандрівку

На Молуккських островах закупили прянощі, експедиція готувалась до зворотного маршруту. На островах іспанці дізналися, що португальський король оголосив Магеллана зрадником, а його кораблі підлягали арешту. Під час плавання судна зносилися і обдерлися. «Консепсьйон» ще раніше був залишений командою і спалений. Залишалося тільки два кораблі. «Тринідад» було відремонтовано і судно вирушило на схід до іспанських володінь у Панамі, а «Вікторія» — на захід в обхід Африки. «Тринідад» потрапив у смугу зустрічних вітрів і змушений був повернутися до Молуккських островів, де був захоплений у полон португальцями. Більшість його екіпажу загинула на каторзі в Індії. «Вікторія» під командуванням Хуана Себастьяна Елькано продовжила маршрут. Екіпаж був поповнений незначним числом острів'ян-малайців (майже всі вони загинули в дорозі). На кораблі незабаром стало бракувати провізії і частина екіпажу стала вимагати від капітана взяти курс на приналежний португальській короні Мозамбік та здатися до рук португальців. Проте більшість моряків і сам капітан Елькано вирішили будь-що спробувати допливти до Іспанії.
«Вікторія» з труднощами обігнула мис Доброї Надії і потім два місяці без зупинок йшла на північний захід уздовж африканського узбережжя.
9 липня 1522 року зношений корабель з виснаженим екипажем підійшов до островів Зеленого мису, що перебували у португальському володінні. Не зробити тут зупинки було неможливо через крайню нестачу питної води і харчів. Хитрощами вдалось частково поповнити запаси харчів у португальців. Але, щоб уникнути арешту, команда змушена була вирушити далі, залишивши в полоні на березі тринадцятьох моряків.
6 вересня «Вікторія» під командуванням Елькано дісталася до Іспанії, ставши єдиним кораблем флотилії Магеллана, що переможно повернувся до Севільї. На кораблі було вісімнадцять мандрівників.
| 18 мандрівників з «Вікторії», що дістались до Севільї у 1522 році |                         |
| Ім'я                                                              | Посада                  |
| Хуан Себастьян Елькано/Juan Sebastián Elcaño                      | Капітан                 |
| Франциско Альбо/Francisco Albo,                                   | Лоцман                  |
| Мігель де Родас/Miguel de Rodas                                   | Лоцман                  |
| Хуан де Акуріо/Juan de Acurio                                     | Лоцман                  |
| Антоніо Ломбардо (Пігафетта)/Antonio Lombardo (Pigafetta)         | Статист                 |
| Мартін де Худісібус/Martin de Judicibus                           | Старший по завантаженню |
| Ернандо де Бустаманте/Hernando Bustamente                         | Моряк                   |
| Ніколас Грієго/Nicholas o Grego                                   | Моряк                   |
| Мігель Санчес/Miguel Sámchez                                      | Моряк                   |
| Антоніо Ернандес Кольменеро/Antonio Hernández Colmenero           | Моряк                   |
| Франциско Родрігес/Francisco Rodrigues                            | Моряк                   |
| Хуан Родрігес/Juan Rodrigues de Huelva                            | Моряк                   |
| Дієго Кармона/Diego Carmona                                       | Моряк                   |
| Ханс/Hans                                                         | Артилерист              |
| Хуан де Арратія/Juan de Arratia                                   | Матрос (звання)         |
| Васко Гомес Гальєго/Vasco Gomez Gallego                           | Матрос (звання)         |
| Хуан де Сантандер/Juan de Santandres                              | Юнга                    |
| Хуан де Субілета/Juan de Zubelita                                 | Паж                     |

Елькано отримав від короля Карла V шляхетність та платню у 500 дукатів на рік. Король зажадав, щоб його свояк Жоао III звільнив з португальського арешту на островах Зеленого мису решту 13 членів екіпажу. Заступник Елькано — Мігель де Родас — отримав від короля зарплату 50 000 мараведі на рік (подвійна зарплатня офіцера на той час), а три роки потому він скаржився, що нічого на руки так і не отримав. Основний інвестор експедиції Магеллана — Крістобаль-де-Аро, незважаючи на загибель людей і суден, став багатою людиною. Привезли приблизно 25—26 тонн гвоздики, яку було продано за приголомшливу ціну 7888634 мараведі, що відповідає 947 тисячам сьогоднішніх доларів США.
Пізніше, в 1525 році, ще четверо з 55 членів команди корабля «Тринідад» були доставлені до Іспанії. Також були викуплені з португальського полону ті члени команди «Вікторії», які були схоплені португальцями під час вимушеної стоянки на островах Зеленого Мису.

## Підсумки експедиції
Продаж вантажу, привезеного «Вікторією», не тільки покрив усі витрати на експедицію, але й, незважаючи на загибель 4 кораблів з 5, дав значний прибуток. Що стосується приналежності Молуккських островів, то португальський король повірив у їхню приналежність Іспанії і відкупив їх за величезну суму, 350 тисяч золотих дукатів. У 1523 році був виданий звіт імператорського секретаря Максиміліана Трансільвана про подорож, а потім були опубліковані й детальні спогади одного з учасників експедиції — венеційця Антоніо Пігафетта.
Отже, іспанці здійснили перше в історії навколосвітнє плавання, відкрили західний шлях до Азії та островів Прянощів. Це перше в історії навколосвітнє плавання довело правильність гіпотези про кулястість Землі і неподільність океанів, що омивають суходіл.

## Втрачений день
Крім того, як виявилось, учасники експедиції «загубили день». У ті часи не було поняття про різницю в місцевому і всесвітньому часі, тому далекі торгові експедиції проходили в обох напрямках практично за одним і тим же маршрутом, перетинаючи меридіани спочатку в одному напрямку, а потім — у протилежному. У цьому ж випадку, вперше зафіксованому в історії, експедиція повернулась у початковий пункт, так би мовити, «не повертаючись», але рухаючись тільки вперед, на захід.
На кораблях іспанського короля, як належить, для підтримки черговості вахт, обчислення пройдених відстаней, ведення записів, але насамперед для дотримання церковних католицьких свят велося обчислення часу. Хронометрів у ті часи не було, моряки користувалися пісочним годинником (від цього на флоті і був рахунок часу за склянками). Початок відліку часу доби був опівдні. Природно, кожен ясний день моряки визначали момент полудня, коли Сонце перебувало у найвищій точці, тобто перетинало меридіан (за допомогою компаса чи за довжиною тіні). Від цього вівся і рахунок днів календаря, в тому числі недільних днів, Великодніх і всіх інших церковних свят. Але ж кожного разу моряки визначали час місцевого полудня відповідного меридіану, на якому у цей момент перебувало судно. Кораблі пливли на захід, вслід за рухом Сонця по небосхилу, наздоганяючи його. Якби у них був сучасний хронометр або простий годинник, налаштовані на місцевий час порту Санлукар-де-Баррамеда, моряки помітили б, що їхній день трохи довший за звичайні 24 години, а їхній місцевий полудень дедалі більше відстає від рідного іспанського, переходячи поступово на іспанський вечір, ніч, ранок і знову день.
Церковні свята ці відважні іспанські моряки відзначали з усією ретельністю як ревні католики, але, як виявилося, за своїм власним календарем. У підсумку, коли жменька змучених блукачів морів повернулася до рідної Іспанії, виявилося, що їхній корабельний календар відстав від календаря батьківщини і Церкви на цілу добу. Тобто вони неправильно святкували неділі, Великдень та інші свята. Герої-моряки були оголошені віровідступниками і відлучені від церкви. Лише згодом вдалося розібратися в цій ситуації і моряків відновили в правах.
Люди зрозуміли і визнали, що Земля має форму кулі, тіла з безперервною поверхнею, і при подорожах вздовж паралелей, тобто в площині її добового обертання навколо своєї осі час ніби змінює свою тривалість. Якщо рухатися на захід, за Сонцем, день (доба) ніби подовжується. Якщо ж рухатися на схід, назустріч Сонцю, доба, навпаки, скорочується.
Для подолання цього парадоксу пізніше була розроблена система часових поясів і поняття лінії зміни дат.

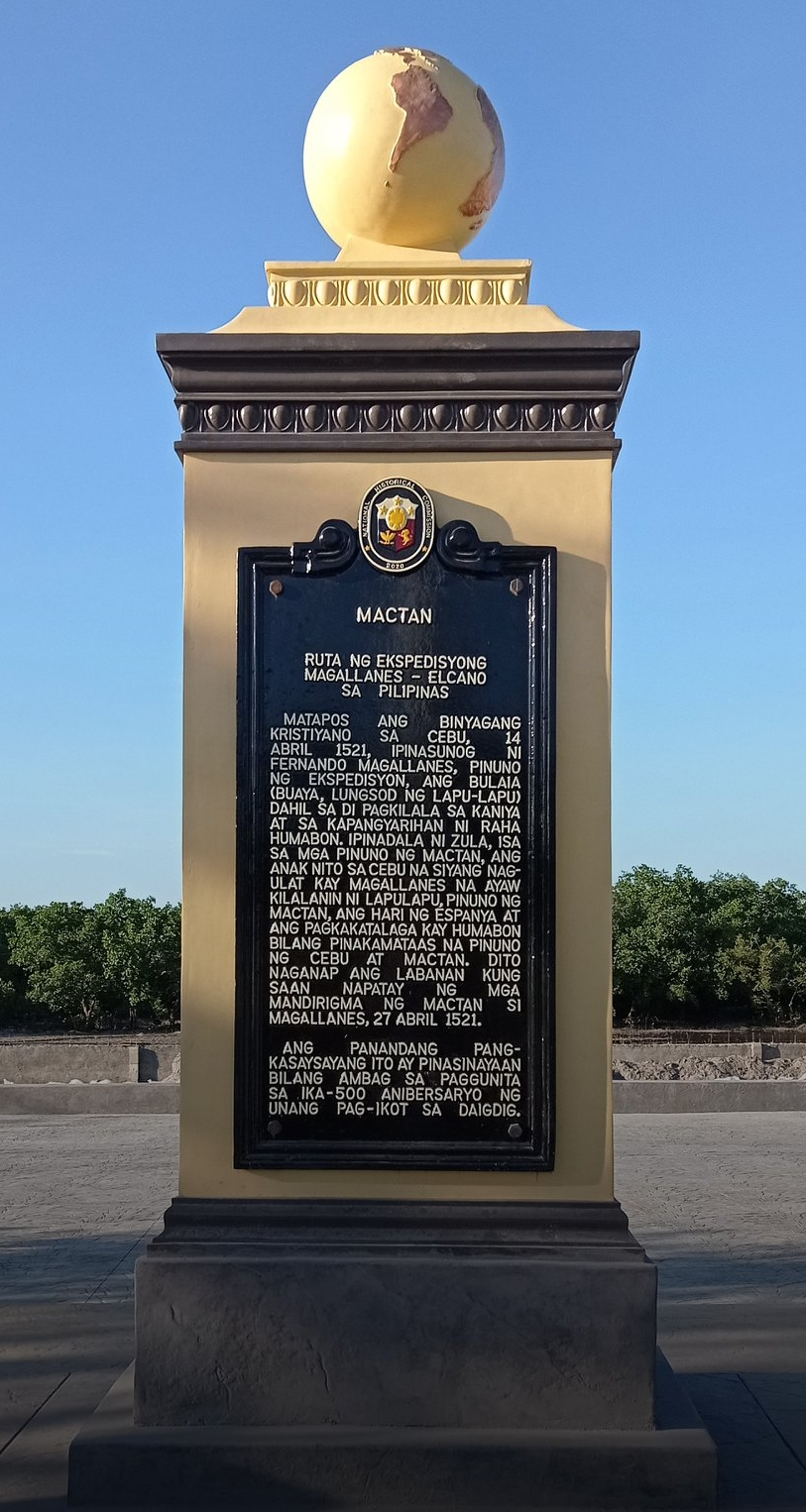
Історичний маркер на пам'ятнику п'ятисотріччя Мактана, присвяченому 500-річчю прибуття експедиції Магеллана-Елкано на острів Мактан. Місто Лапу-Лапу, провінція Себу

## Вшанування пам'яті

### Вулиці
Вулиця Фернана Магеллана є у місті Лапу-Лапу (Філіппіни).
Також вулиця Фердинанда Магеллана є у містах Атлантік-Сіті, Гонолулу, Сан-Хосе, Берлін, Париж.
У місті Лондон є бульвар Магеллана.
На честь Магеллана названі провулок у місті Кривий Ріг і вулиця у місті Макіївка.

### Інше
На честь Магеллана названо:
- Магелланові Хмари
- Магелланова протока
- Магеллан (космічний апарат)
- Магелланові субполярні ліси — наземний екорегіон найпівденнішого краю Південної Америки
- Магелановий пугач — вид птахів з роду пугачів.
- 4055 Магеллан (4055 Magellan, 1985 DO2) — астероїд групи Амура, який відкрила Елеанор Френсіс Гелін у 1985 році.

### У кінематографі
- Зниклий флот Магеллана (Magellan's Lost Fleet), документальний фільм, 2002 рік, виробництво: США, A&E Television Networks, режисер: Скотт Міллер;
- Велика війна Магеллана (The Great War of Magellan), фантастика, пригоди, 2005 рік, виробництво: США, режисер: Річард Хетч;
- Історії подорожі Магеллана присвячений міні-серіал, прем'єра якого на Amazon відбулася 10 червня 2022 р.[8][9]

## Галерея

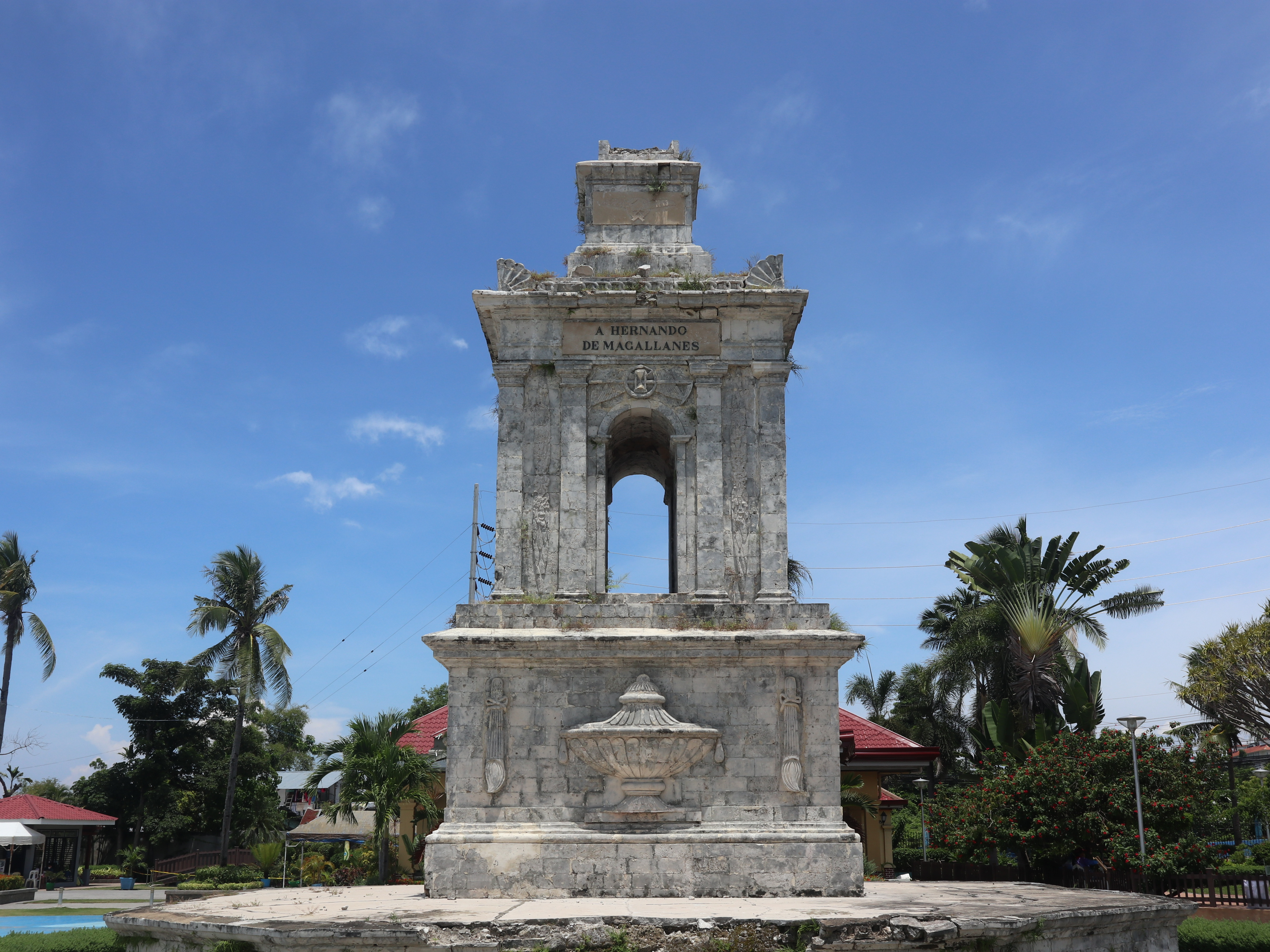
Монумент Магеллану на острові Мактан, Філіппіни
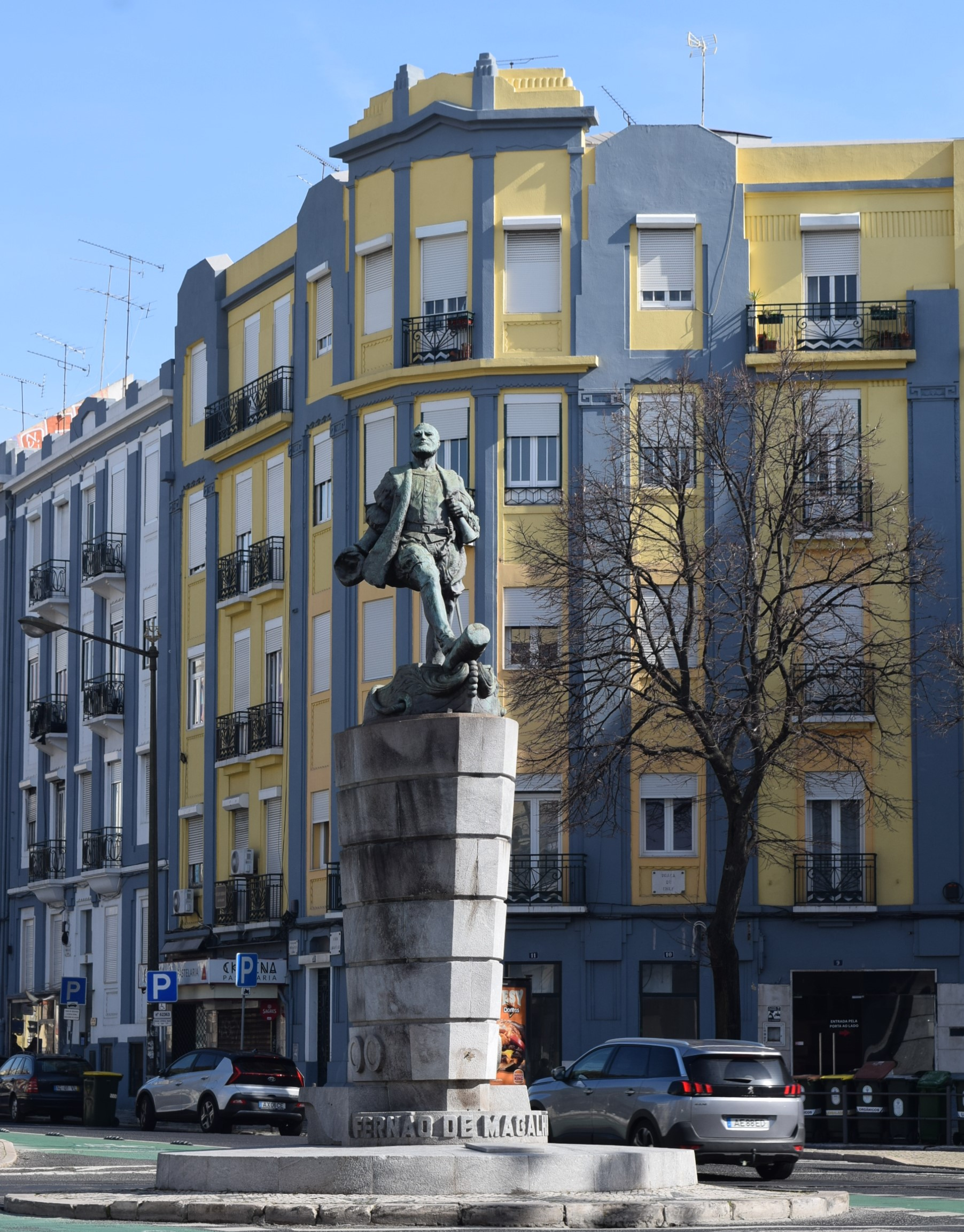
Пам'ятник Магеллану у місті Лісабон